# Захват (фильм, 2004)
«Захват» (англ. The Take; Канада, 2004) — аргентино-канадский документальный фильм, выпущенный Наоми Кляйн и Ави Льюисом. Фильм рассказывает о рабочих Буэнос-Айрес (Аргентина), которые восстановили завод Forja, где они когда-то работали, и запустили его под рабочим контролем, воплотив тем самым модель анархо-синдикализма.

## Сюжет
В свете экономического коллапса в Аргентине в 2001 году, наиболее процветающий средний класс Латинской Америки оказался на грани нищеты и массовой безработицы, в то время как промышленные центры превратились в города-призраки. Бывшие рабочие завода Forja Auto, который стоял уже несколько лет, решили принять решительные меры: захватить свои рабочие места.
Фредди, президент нового рабочего кооператива, и Лала, член «Движения восстановленных компаний», знают, что их успех в этом деле далеко не безопасен для жизни людей. Как и все остальные, кто захватил рабочие места, они будут подвергаться резкой критике судей, полицейских и политиков, которые могут либо предоставить свой проект правовой защиты или насильственно выселить их с фабрики.
История борьбы рабочих разворачивается на фоне драматических событий решающих президентских выборов в Аргентине, в котором архитектор экономического развала, Карлос Менем, является фаворитом. Его близкие друзья, бывшие владельцы, заявляют, что если он победит, они возьмут обратно компании, которые «Движение восстановленных компаний» с таким трудом возродило.